# Plymouth Cricket
Plymouth Cricket – samochód osobowy klasy kompaktowej produkowany pod amerykańską marką Plymouth w latach 1971 – 1975.

## Pierwsza generacja

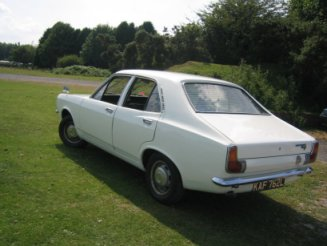
Plymouth Cricket I – tył

Plymouth Cricket I został zaprezentowany po raz pierwszy w 1971 roku.
Na początku lat 70. XX wieku koncern Chrysler, który rozwijał swoją działalność w Europie w ramach przejęcia m.in. brytyjskiej firmy Rootes Group, podjął recyzję o rozpoczęciu importu przez nią modelu Hillman Avenger do Ameryki Północnej.
Samochód sprzedawany był w Stanach Zjednoczonych i Kanadzie pod marką Plymouth jako Plymouth Cricket. Różnice wizualne były minimalne, ograniczając się do innych oznaczeń producenta.
Samochód nie odniósł popularności rynkowej, znikając ze sprzedaży po 2 latach dostępności w północnoamerykańskich salonach.

### Silniki
- L4 1.2l
- L4 1.3l
- L4 1.5l
- L4 1.6l
- L4 1.8l

## Druga generacja

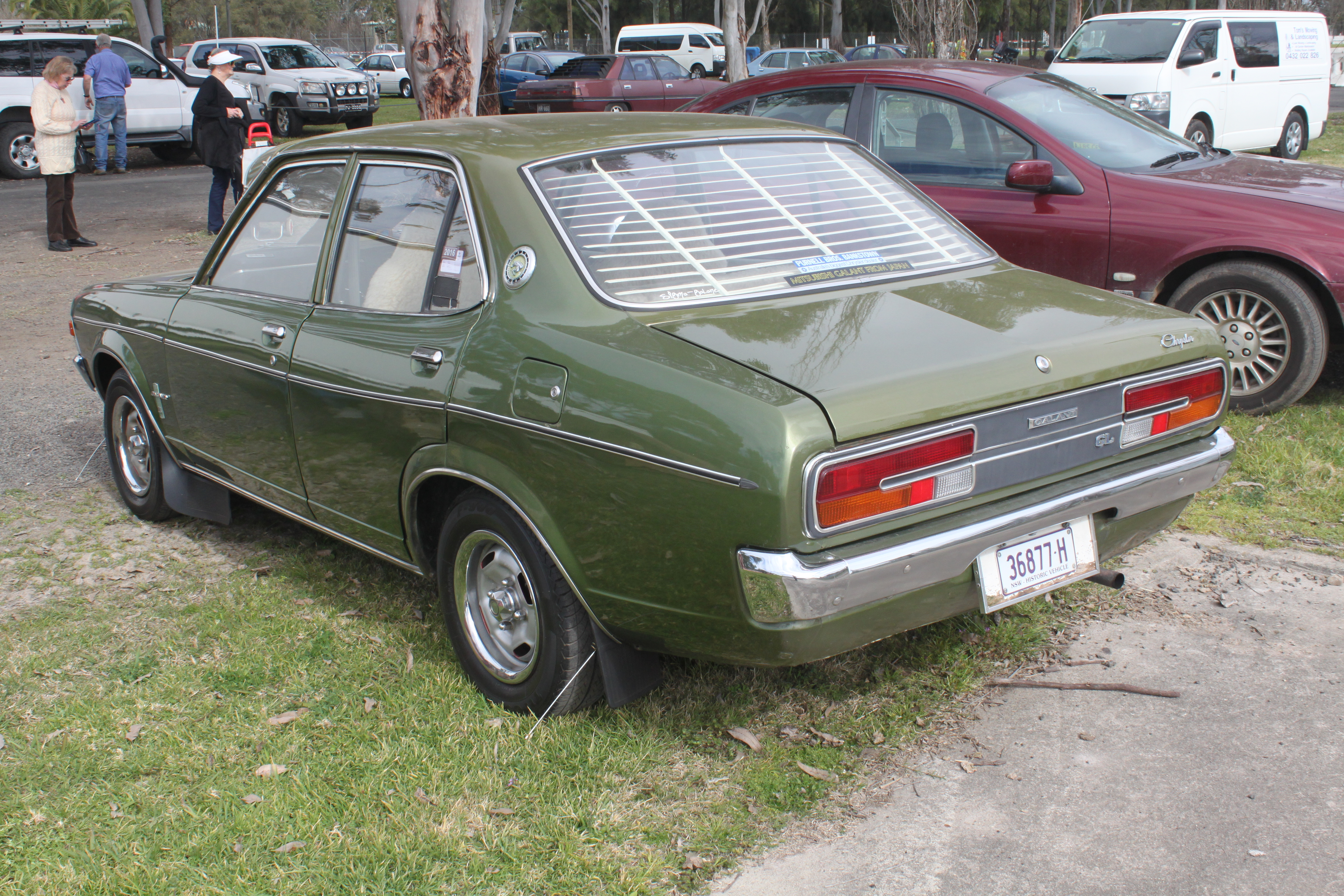
Plymouth Cricket II – tył

Plymouth Cricket II został zaprezentowany po raz pierwszy w 1973 roku.
Po zakończeniu importu brytyjskiego Hillmana Avengera, od 1973 roku Plymouth zdecydował się kontynuować użytkowanie nazwy Cricket wyłącznie w Kanadzie dla lokalnej odmiany japońskiego Mitsubishi Galant.
Druga generacja Plymoutha Crickeet była identyczna z oferowanym w Stanach Zjednoczonych Dodge Colt. Po dwóch latach produkcji, w 1975 roku samochód przemianowano na Plymouth Colt.

### Silniki
- L4 1.6l 4G32
- L4 2.0l G52B